# ديسكتوب بي إس دي
ديسكتوب بي إس دي (بالإنجليزية:DesktopBSD) أي سطح مكتب بي إس دي نظام تشغيل شبيه بيونكس حر ومجاني مبني على فري بي إس دي ولكن يستخدم واجهة رسومية كدي هدفها هو الجمع بين استقرار في نظام فري مع سهولة الاستخدام من بيئة سطح مكتب كدي 3.5.

## ملاحظة
- النظام مبني على فري بي إس دي الإصدار 1.7
- يستخدام اوبن وافيس الاصدر 3.1
- تم تنزيل جافا سي 6 من قبل
- xorg الإصدار 7
- اخر إصدار مستقر من النظام كان في عام 2009 ديسمبر 7 أي ان الدعم انتهى منذ زمن
- حجم النظام لا يتجوز 1 جيجا

## مميزة
- يستخدم النظام مثبت خاصه
- يمكن تقسم البرتش
- المسخة الاخيره مستقرة
- سريع في القلاع
- لايدعم معلاجة انتل

## المستقبل
ما زال التطوير مستمر على دعم واجهة جنوم

## مطلبات التشغيل
- رام 1GB
- تش دي 20 GB
- 1gb cpu
- 3d gpu
- ذاكرة 4GB